# Wim Meutstege
Wim Meutstege (Lochem, 28 de julho de 1952) é um ex-futebolista neerlandês, que atuava como defensor.

## Carreira
Wim Meutstege fez parte do elenco da Seleção Neerlandesa de Futebol que disputou a Eurocopa de 1976.

## Ligações Externas
- Perfil em FIFA.com (em inglês)